# Нассо (Міннесота)
Нассо (англ. Nassau) — місто (англ. city) в США, в окрузі Лак-кі-Парл штату Міннесота. Населення — 65 осіб (2020).

## Географія
Нассо розташоване за координатами 45°4′4″ пн. ш. 96°26′30″ зх. д. / 45.06778° пн. ш. 96.44167° зх. д. (45.067703, -96.441754).  За даними Бюро перепису населення США в 2010 році місто мало площу 0,41 км², уся площа — суходіл.

## Демографія
Згідно з переписом 2010 року, у місті мешкали 72 особи в 35 домогосподарствах у складі 19 родин. Густота населення становила 174 особи/км².  Було 42 помешкання (101/км²).
Расовий склад населення:
| - 100,0 % — білих |

До двох чи більше рас належало 0,0 %. Частка іспаномовних становила 0,0 % від усіх жителів.
За віковим діапазоном населення розподілялося таким чином: 18,1 % — особи молодші 18 років, 56,9 % — особи у віці 18—64 років, 25,0 % — особи у віці 65 років та старші. Медіана віку мешканця становила 54,2 року. На 100 осіб жіночої статі у місті припадало 111,8 чоловіків;  на 100 жінок у віці від 18 років та старших — 110,7 чоловіків також старших 18 років.
За межею бідності перебувало 16,3 % осіб, у тому числі 18,8 % дітей у віці до 18 років та 50,0 % осіб у віці 65 років та старших.
Цивільне працевлаштоване населення становило 26 осіб. Основні галузі зайнятості: роздрібна торгівля — 34,6 %, оптова торгівля — 19,2 %, мистецтво, розваги та відпочинок — 7,7 %, сільське господарство, лісництво, риболовля — 7,7 %.